# Sonate K. 248
La sonate K. 248 (F.196/L.S.35) en si bémol majeur est une œuvre pour clavier du compositeur italien Domenico Scarlatti.

## Présentation
La sonate K. 248, en si bémol majeur, notée Allegro, est la première d'une paire, avec la sonate suivante. La sonate ouvre le volume VI du manuscrit de Parme.

## Manuscrits
Le manuscrit principal est le numéro 13 du volume IV de Venise (1753), copié pour Maria Barbara ; les autres sont Parme VI 1.

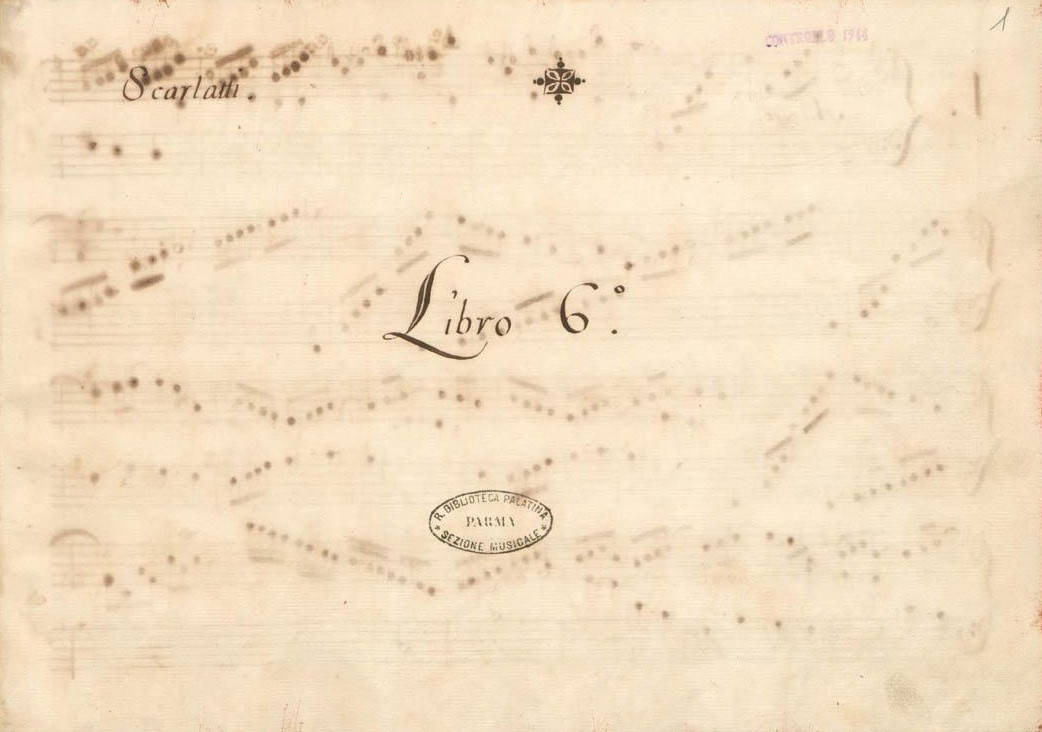
Page de titre de Parme VI.
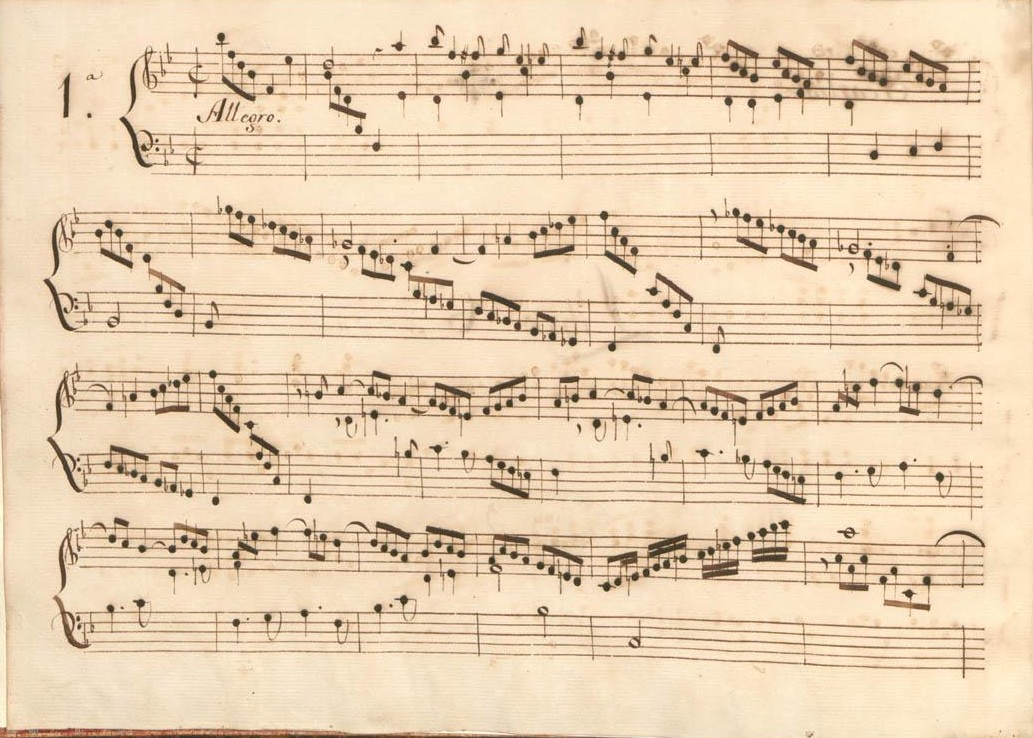
Parme VI 1.
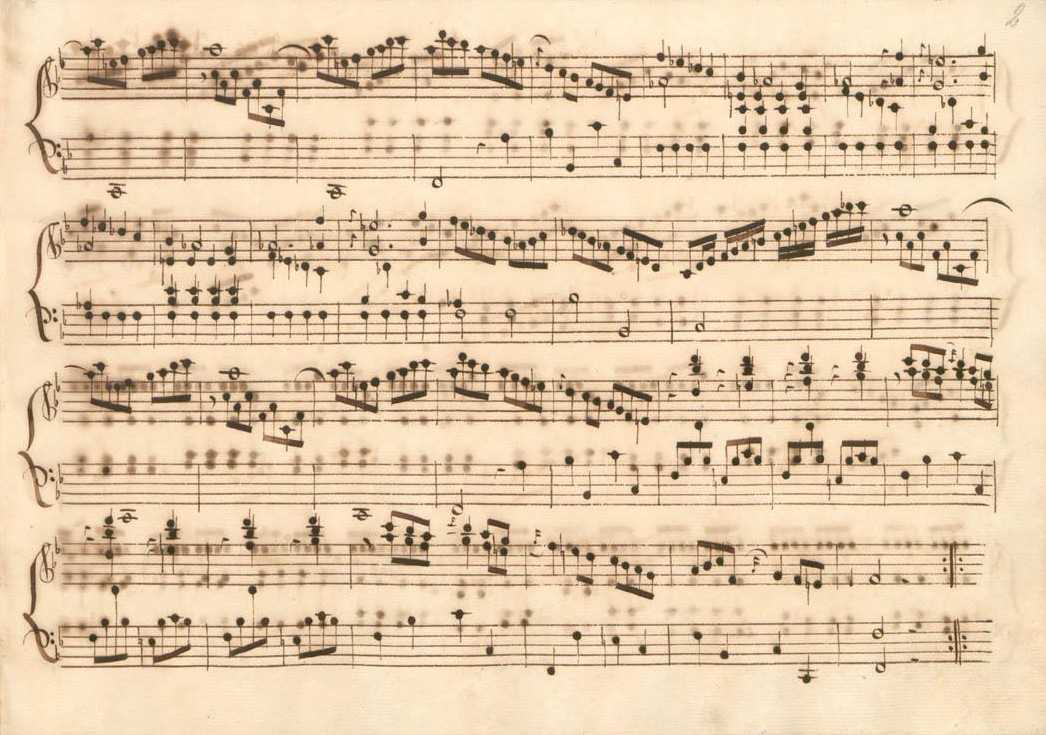
Parme VI 1 (fin de la première section)

## Interprètes
La sonate K. 248 est défendue au piano, notamment par Linda Nicholson (2004, Capriccio), Carlo Grante (2012, Music & Arts, vol. 3) et Eylam Keshet (2016, Naxos, vol. 22) ; au clavecin par Luciano Sgrizzi (1964, Accord), Ralph Kirkpatrick (1966, Archiv), Scott Ross (1985, Erato), Enrico Baiano (Symphonia), Pierre Hantaï (1992, Astrée et 2002, Mirare, vol. 1), Ottavio Dantone (Stradivarius), Alan Curtis (2002, Virgin), Richard Lester (2002, Nimbus, vol. 2), Pieter-Jan Belder (Brilliant Classics, vol. 6) et Francesco Corti (nl) (2024, Arcana).
Teodoro Anzellotti l'interprète à l'accordéon (2001, Winter & Winter).

## Sources
: document utilisé comme source pour la rédaction de cet article.
- Ralph Kirkpatrick (trad. de l'anglais par Dennis Collins), Domenico Scarlatti, Paris, Lattès, coll. « Musique et Musiciens », 1982 (1re éd. 1953 (en)), 493 p. (ISBN 978-2-7096-0118-4, OCLC 954954205, BNF 34689181).
- Alain de Chambure, « Domenico Scarlatti : Intégrale des sonates — Scott Ross », Erato (2564-62092-2), 1985 (OCLC 891183737) .